# Kobudo

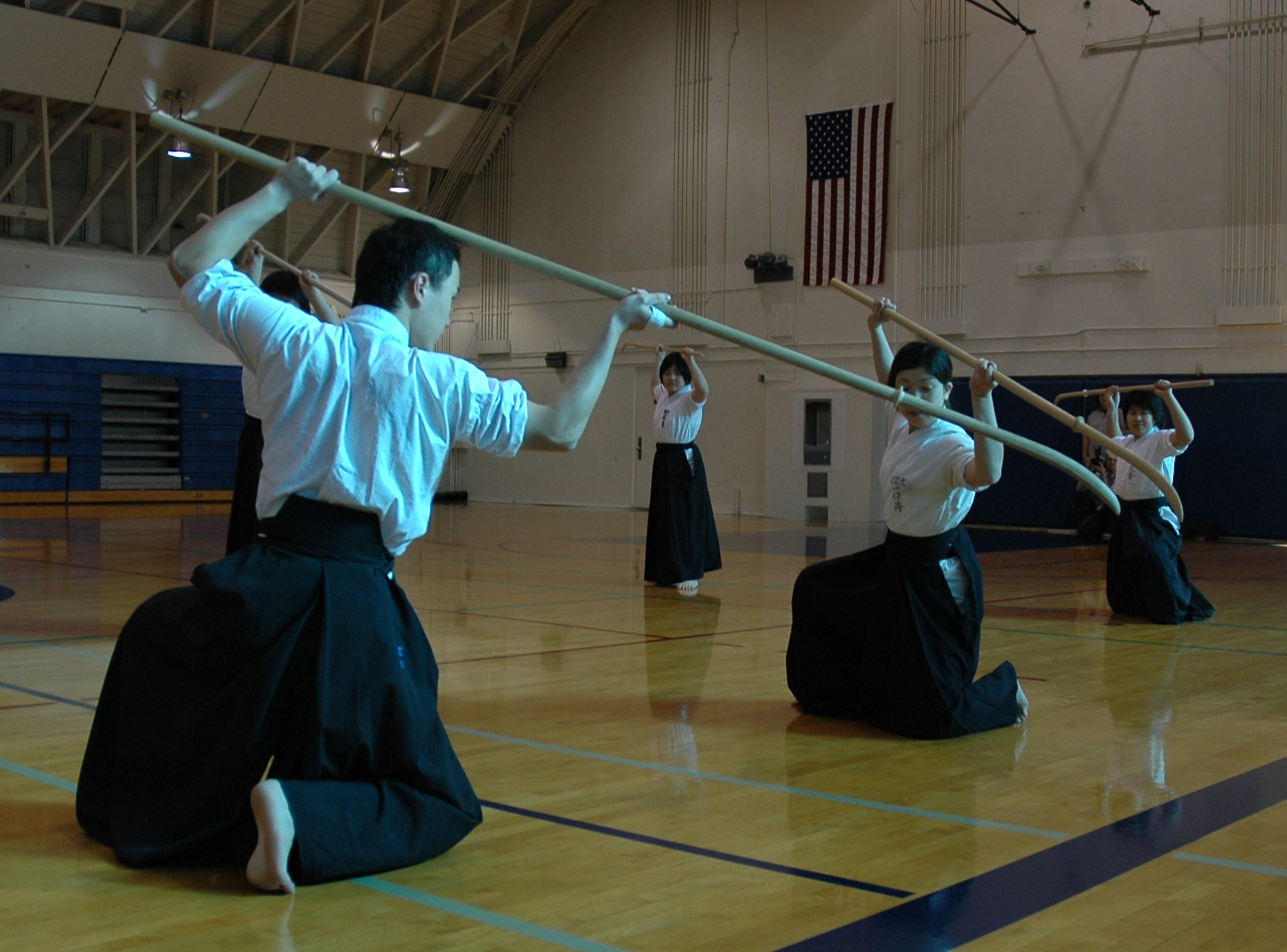
Enkele beoefenaars van de naginatajutsu vechtkunst van kobudo

Kobudo (古武道, Oude vechtkunst) is a verzamelnaam voor Japanse vechtkunsten met wapens. Soms wordt ook de naam koryu gebruikt om deze vechtkunsten aan te duiden.

## Voorbeelden van kobudo vechtkunsten
- Bōjutsu
- Jittejutsu
- Kenjutsu
- Kyūjutsu
- Naginatajutsu
- Ōzutsu
- Sōjutsu
- Tantojutsu
- Yabusame

## Okinawaanse kobudo
Soms wordt kobudo ook gebruikt om te verwijzen naar de gewapende vechtkunst van Okinawa, een eiland wat tegenwoordig bij Japan hoort. Dit Okinawaanse kobudo is echter een totaal verschillende en feitelijk niet-gerelateerde systeem dan het Japanse kobudo.